# 兒童碰碰車
《兒童碰碰車》（英語：Down the Shore）是一部2011年的美國獨立驚悚電影，由Harold Guskin執導。主演是占士·簡東費尼和芳姬·詹森。

## 演員
- 芳姬·詹森 飾 Mary
- 占士·簡東費尼 飾 Bailey
- 約翰·馬加羅（英语：John Magaro） 飾 Martin
- 瑪麗亞·迪斯拉（英语：Maria Dizzia） 飾 Susan
- Edoardo Costa（英语：Edoardo Costa） 飾 Jacques
- 加布里埃爾·萊楚爾（英语：Gabrielle Lazure） 飾 Brigitte Lebeau
- Ruza Madarevic 飾 Mrs. Denunzio
- Joe Pope 飾 Wiley
- Bill Slover 飾 Tico

## 外部連結
- 互联网电影数据库（IMDb）上《兒童碰碰車》的资料（英文）